# Брансеј
Брансеј (фр. Branceilles) насеље је и општина у централној Француској у региону Лимузен, у департману Корез која припада префектури Бриве ла Гајар.
По подацима из 2011. године у општини је живело 264 становника, а густина насељености је износила 22,78 становника/km². Општина се простире на површини од 11,59 km². Налази се на средњој надморској висини од 120 метара (максималној 244 m, а минималној 122 m).

## Демографија
| 1962. | 1968. | 1975. | 1982. | 1990. | 1999. | 2011. |
| ----- | ----- | ----- | ----- | ----- | ----- | ----- |
| 321   | 350   | 308   | 272   | 225   | 236   | 264   |

График промене броја становника у току последњих година